# Хайнеманн, Эдвард Генри
Эдвард Генри Хайнеманн (англ. Edward Henry Heinemann; 14 марта 1908 — 26 ноября 1991) — американский авиаконструктор, работавший в фирме «Дуглас Эйркрафт». Был главным конструктором ряда боевых и экспериментальных самолётов. В 1981 году его имя внесено в Зал авиационной славы.

## Биография
Эд Хайнеманн родился в Сагино (штат Мичиган). Детство провёл в Калифорнии. Окончил Высшую школу прикладных искусств в Лос-Анджелесе. В 1926 году начал работать в «Дуглас Эйркрафт». Во второй половине 1930-х Хайнеманн стал главным инженером отделения «Дуглас» в Эль-Сегундо.
В 1958 году Хайнеманн стал вице-президентом отделения «Дуглас», занимавшегося созданием боевых самолётов. В начале 1960-х годов он перешёл в корпорацию «Дженерал Дайнемикс». Ушёл в отставку в 1973 году.

## Деятельность
Под его руководством были созданы более 20 самолётов, в том числе:
- SBD «Донтлесс» — основной пикирующий бомбардировщик ВМС США во время Второй мировой войны.
- A-26 «Инвэйдер» — средний бомбардировщик.
- A-1 «Скайрейдер» — поршневой штурмовик. Несмотря на свою архаичность, использовался ВВС США до самого конца Вьетнамской войны.
- D-558-1 «Скайстрик» — экспериментальный самолёт. Установил мировой рекорд скорости.
- D-558-2 «Скайрокет» — первый самолёт, вдвое превысивший скорость звука.
- F3D «Скайнайт» — ночной перехватчик.
- F4D «Скайрэй» — истребитель. Первый сверхзвуковой самолёт ВМС США.
- F5D «Скайлансер» — истребитель, не производившийся серийно.
- A-3 «Скайуорриор» — палубный бомбардировщик.
- A-4 «Скайхок» — штурмовик. Эксплуатировался ВМС США в течение почти полувека. Среди пилотов имел прозвище «хот-род Хайнеманна».

## Награды
- Премия Коллье (1953)
- Медаль Гуггенхейма (1978)
- Национальная научная медаль США (1983)

## Память
Имя Хайнеманна внесено в Зал авиационной славы (1981).